# Урда (Ташкент)
Урда́ — район старого города около места пересечения проспекта Алишера Навои (когда-то улица Шейхантаурская) и канала Анхор.

## История Урды
Этимология слова скорее всего связана с тем, что здесь в составе городской стены старого города первоначально находилась — Урда — военная цитадель, дворец и ставка правителя города Юнусходжи.
После того, как Ташкент вошел в состав Кокандского Ханства, новый правитель города беклярбеги разрушил старую Урда и возвел новую цитадель на левом берегу канала Анхор, недалеко от бывших Шейхантаурских ворот.
Впоследствии это место являлось основным транспортным коридором, связывающим новый город со старой его частью — на этом месте был построен первый современный мост через канал в городе (Урдинский мост).
Именно от Урды началась массовая реконструкция старогородской части Ташкента — застройка современными многоэтажными домами в советский период истории города.